# Salobreña
Salobreña ist eine spanische Stadt und Gemeinde in der Provinz Granada.

## Geographie
Die Gemeinde liegt am Ufer des Mittelmeers und grenzt an die Gemeinden Motril, Vélez de Benaudalla, Los Guájares, Molvízar, Ítrabo und Almuñécar. Die Stadt Salobreña liegt auf einem Felsen oberhalb der Costa Tropical, eines Abschnitts der Costa del Sol in der Provinz Granada nahe dem Río Guadalfeo.

## Klima
Das Klima ist entsprechend dem Küstenbereich mediterran (Klimatyp Csa gemäß Klassifikation nach Köppen und Geiger).
Durch die schützende Nähe zur Sierra Nevada ist das Klima auch im Winter wesentlich milder als im restlichen Teil der Costa del Sol. Die mittlere Jahrestemperatur beträgt 17 °C; im Sommer werden durchschnittlich 24 °C, im Winter 12 °C erreicht. Die jährliche Regenmenge bewegt sich um 500 Millimeter.

## Wirtschaft
Wichtigster Wirtschaftszweig der Gegend ist die Landwirtschaft, da durch die Nähe zur Sierra Nevada auch im Sommer ausreichend Schmelzwasser vorhanden ist. Salobreña war früher umgeben von weiten Zuckerrohrfeldern. Diese wurden und werden durch zahlreiche neue Hotels und Wohnkomplexe ersetzt, ein Golfplatz soll noch entstehen. Der Energiebedarf für die Zuckerproduktion hat zur Entwaldung der Region geführt. Eine Destillerie erzeugt noch Rum auf Melasse-Basis.
Kultiviert werden heute u. a. Mangos, Avocados, Chirimoyas, Nisperos und Blumen.
Wirtschaftlich bedeutend ist vor allem wegen der Strände auch der Tourismus. Anfang des 21. Jahrhunderts war der Bauboom sehr ausgeprägt.

## Sehenswürdigkeiten
Der unterhalb der sehenswerten, aber stark restaurierten maurischen Burg gelegene Ortskern ist noch typisch für das alte Andalusien. Die Altstadt zeichnet sich durch für Andalusien typische schmale Gassen und alte Fischerhäuser aus. Die moderne Neustadt unterhalb des Felsens beherbergt zahlreiche Kneipen und Restaurants und den schattigen Parque de la Fuente. Sehenswert ist auch die Pfarrkirche Nuestra Señora del Rosario aus dem 16. Jahrhundert. Am 7. Oktober findet jährlich eine Wallfahrt statt.

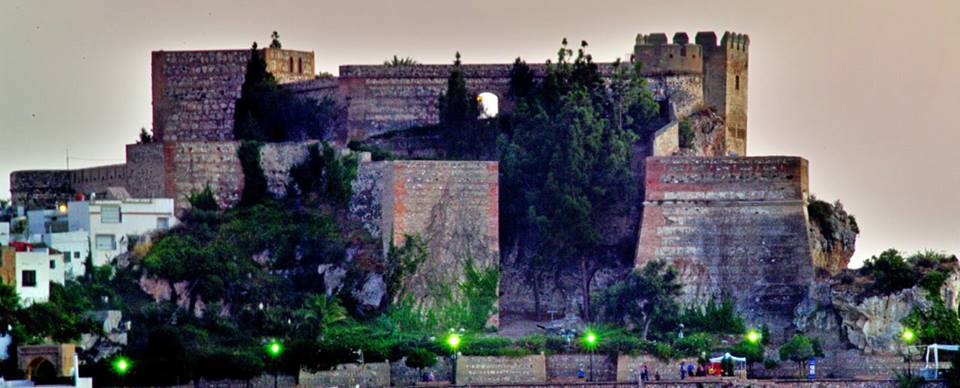
Festung von Salobreña

## Geschichte
Der Ort ist seit Ende des Neolithikums besiedelt. In vorchristlicher Zeit befand sich auf dem Peñón de Salobreña (einst eine Halbinsel) ein Heiligtum der Phönizier, die seit dem 8. Jahrhundert in der Region nach Kupfer und anderen Metallen suchten und hier einen Handelsplatz errichteten. Der Ortsname ist jedoch indoeuropäischen Ursprungs, die Wurzel „sel-“ deutet auf fließendes (Schmelz-)Wasser. In römischer Zeit war das Dorf (der Vicus, umgeben von villae) ein Zentrum des Olivenanbaus. Im 4. Jahrhundert wird der Ort Segalvina genannt. Später entwickelte er sich möglicherweise zu einer galloromanischen Stadt, für deren Existenz es aber kaum archäologische Belege gibt.
Die im 10. Jahrhundert auf trapezförmigem Grundriss erbaute, zuerst von Rhazes erwähnte Festung Castillo de Salobreña besitzt vier mächtige Türme. Sie diente zur Zeit der maurischen Herrschaft als Sommerresidenz des Granadischen Hofes. Vor der Machtübernahme durch die christlichen Herrscher wurden hier prominente Gegner der maurischen Herrscher festgehalten; danach wurde sie als Gefängnis für die im Zuge der Eroberung Granadas festgesetzten muslimischen Geistlichen benutzt. Die Festung verlor im 18. Jahrhundert – nach Ende der Überfälle nordafrikanischer Piraten – ihre strategische Bedeutung. Die heutigen restaurierten Reste geben nur ein vages Bild der einstigen Anmut wieder, von der noch wenige Mosaiken zeugen.

## Persönlichkeiten
- Jorge Martín Salazar (* 1927), Autor, Politiker und Flamencoforscher
- Benedicto Torralba de Damas (1899–1936), Dichter und konservativer katalanischer Politiker, erschossen von Republikanern